# Simon Blackburn
Simon Blackburn (nascut el 12 de juliol 1944) és un filòsof britànic conegut pel seu treball en el quasi-realisme i els seus esforços per popularitzar la filosofia. Es va jubilar com a professor de filosofia de la Universitat de Cambridge el 2011, però va continuar com a professor d'investigació a la Universitat de Carolina del Nord. També és membre del Trinity College (Cambridge), i un membre del cos acadèmic de la nova universitat d'Humanitats. Anteriorment havia estat membre del Pembroke College, Oxford.

## Obres
- Reason and Prediction (1973). ISBN 0-521-08742-2
- Spreading the Word (1984) - a text. ISBN 0-19-824650-1
- Essays in Quasi-realism (1993). ISBN 0-19-508041-6 and ISBN 0-19-508224-9
- The Oxford Dictionary of Philosophy (1994) - compiled whole-handedly. ISBN 0-19-211694-0
- Ruling Passions (1998) - a defense of quasi-realism as applied to ethics. ISBN 0-19-824785-0
- Truth (1999) (edited w/ Keith Simmons) - from Oxford Readings in Philosophy series. ISBN 0-19-875250-4
- Think: A Compelling Introduction to Philosophy. (1999) ISBN 0-19-210024-6 and ISBN 0-19-969087-1
- Being Good (2001) - an introduction to ethics. ISBN 0-19-210052-1
  - Reprinted as Ethics: A Very Short Introduction in Oxford University Press' Very Short Introductions series. ISBN 0-19-280442-1
- Lust (2004) - one of an Oxford University Press series covering the Seven Deadly Sins. ISBN 0-19-516200-5
- Truth: A Guide (2005). ISBN 0-19-516824-0
- Plato's Republic: A Biography (2006) - from Atlantic Books' Books That Shook the World series. ISBN 1-84354-350-8
- What do we really know? -The Big Questions of Philosophy - (2009) from Quercus. ISBN 978-1-78087-587-3
- Mirror, Mirror: The Uses and Abuses of Self-Love (Princeton, NJ: Princeton University Press, 2014)